# Pisara concinnula
Pisara concinnula är en fjärilsart som beskrevs av Walker 1863. Pisara concinnula ingår i släktet Pisara och familjen trågspinnare. Inga underarter finns listade i Catalogue of Life.